# 刘毓中
刘毓中（1896年—1984年），字秀山，男，陕西临潼人，中国秦腔表演艺术家，西安市秦腔剧院原副院长，第三届全国人大代表。